# Зірка генерала армії України

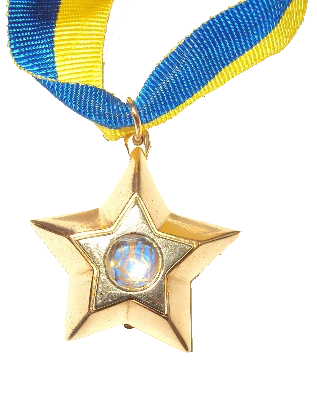
Зірка генерала армії України

Генерал армії України О. І. Кузьмук при парадному мундирі з Зіркою генерала армії України

Зірка генерала армії України — спеціальна відзнака генерала армії України та генерала внутрішньої служби України.

## Історія відзнаки
Відзнака встановлена 22 січня 1994 року Указом Президента України Л. М. Кравчука № 21/94.

## Положення про відзнаку
Зірку генерала армії України вручає Президент України особам, яким присвоєно військове звання генерала армії України або спеціальне звання генерала внутрішньої служби України. Одночасно з Зіркою генерала армії України вручається Грамота Президента України.

### Порядок носіння
Згідно з діючим «Тимчасовим порядком носіння орденів, медалей та інших відзнак на парадній формі одягу військовослужбовців Збройних Сил України» від 18 липня 2011 року, генерали армії України при парадному мундирі носять спеціальну відзнаку генерала армії України — Зірку генерала армії України на шийній стрічці. За наявності Зірки генерала армії України знаки орденів України на шийних стрічках розміщуються нижче неї, при цьому може носитися лише один знак ордена на шийній стрічці.

## Опис відзнаки
- Спеціальний знак «Зірка генерала армії України» виготовляється з золота і має форму п'ятипроменевої зірки. Довжина променя зірки 14 мм. Висота профілю зірки — 8 мм. З лицьового боку знака промені зірки двогранні поліровані, з рельєфним зображенням Державного герба України у центрі. Посередині знака вмонтовано зірку з білого золота з лейкосапфіром у центрі, накладеним на зображення Державного герба України. Вага лейкосапфіру 2,04 карата.
- Діаметр кола, описаного навколо золотої зірки, 42 мм, навколо зірки з білого золота — 21 мм.
- Зворотний бік знака плоский, з номером Зірки генерала армії України.
- Зірка генерала армії України за допомогою трикутного вушка у верхньому промені з'єднана з напівовальним кріпленням розміром 14 мм.
- Через вушко у верхньому промені затягнута муарова жовто-синя стрічка. Загальна ширина стрічки 17 мм.
- Загальна вага знака 35 грамів.